# کوخ صوفی رشیدپیروز
کوخ صوفی رشیدپیروز، روستایی از توابع بخش الوت شهرستان بانه در استان کردستان ایران است.

## جمعیت
این روستا در دهستان پشت آربابا قرار دارد و براساس سرشماری مرکز آمار ایران در سال ۱۳۸۵، جمعیت آن ۸۵ نفر (۱۴خانوار) بوده‌است.